# Apocryptus flavicrus
Apocryptus flavicrus là một loài tò vò trong họ Ichneumonidae.